# فابيو آرو
فابيو آرو (بالإيطالية: Fabio Aru)‏ مواليد 3 يوليو 1990 في سردينيا، إيطاليا، هو دراج إيطالي في صنف سباق الدراجات على الطريق.

## سجل النتائج

### المراكز
- حقق المركز الـ 5 في طواف إسبانيا 2014
- حقق المركز الـ 2 في طواف إيطاليا 2015
- حقق المركز الـ 2 في طواف أبو ظبي 2015
- حقق المركز الـ 5 في طواف بولندا 2015
- حقق المركز الـ 5 في طواف العالم للدراجات 2015
- حقق المركز الـ 6 في فولتا كاتالونيا 2015

### سباقات أو مراحل فاز بها
| التاريخ        | السباق                                                  | المركز                                                                    |
| -------------- | ------------------------------------------------------- | ------------------------------------------------------------------------- |
| 28 أغسطس 2011  | Tour de la Vallée d'Aoste 2011                          | الفائز في التصنيف العام                                                   |
| 17 يونيو 2012  | طواف إيطاليا للدراجات تحت 23 سنة 2012                   |                                                                           |
| 22 يوليو 2012  | 2012 Giro della Valle d'Aosta                           | الفائز في التصنيف العام                                                   |
| 02 مارس 2013   | ستراد بينك 2013                                         | المرتبة 20 في التصنيف العام                                               |
| 26 مايو 2013   | طواف إيطاليا 2013                                       | السادس في تصنيف أفضل شاب                                                  |
| 01 يونيو 2014  | طواف إيطاليا 2014                                       | الثاني في تصنيف أفضل شاب، الثالث في التصنيف العام، السابع في تصنيف الجبال |
| 14 سبتمبر 2014 | طواف إسبانيا 2014                                       | الخامس في التصنيف العام، السابع في تصنيف الجبال، السابع في تصنيف النقاط   |
| 05 أكتوبر 2014 | طواف لومبارديا 2014                                     | التاسع في التصنيف العام                                                   |
| 15 مارس 2015   | باريس-نيس 2015                                          | الثامن في تصنيف أفضل شاب                                                  |
| 29 مارس 2015   | فولتا كاتالونيا 2015                                    | السادس في التصنيف العام                                                   |
| 31 مايو 2015   | طواف إيطاليا 2015                                       | الأول في تصنيف أفضل شاب، الثاني في التصنيف العام، الخامس في تصنيف الجبال  |
| 13 سبتمبر 2015 | طواف إسبانيا 2015                                       | الفائز في التصنيف العام                                                   |
| 01 أكتوبر 2015 | ميلانو-تورينو 2015                                      |                                                                           |
| 25 يونيو 2017  | سباق الطريق للرجال في بطولة إيطاليا لسباق الدراجات 2017 | الفائز في التصنيف العام                                                   |
| 05 أكتوبر 2017 | غران بيمونتي 2017                                       | الفائز في التصنيف العام                                                   |

## روابط خارجية
- فابيو آرو على موقع الاتحاد الدولي للدراجات (الإنجليزية)
- فابيو آرو على موقع أرشيف الدراجات (الإنجليزية)
- فابيو آرو على موقع إحصائيات الدراجات الإحترافية (الإنجليزية)
- فابيو آرو على موقع نسبة الدراجات (الإنجليزية)
- فابيو آرو على موقع CycleBase (الإنجليزية)
- فابيو آرو على موقع أوليمبيديا (الإنجليزية)
- فابيو آرو على موقع CONI honoured athlete website (الإيطالية)
- فابيو آرو على موقع AS.com (الإسبانية)